# Spencer Le Marchant
Sir Spencer Le Marchant (* 15. Januar 1931 in Edmonton, London, heute: London Borough of Enfield; † 7. September 1986 auf der Isle of Wight) war ein britischer Politiker der Conservative Party, der zwischen 1970 und 1983 Abgeordneter des Unterhauses (House of Commons) war.

## Leben
Spencer Le Marchant war das älteste von drei Kindern von Alfred Gaspard Le Marchant und dessen Ehefrau Turdis Mortensen sowie väterlicherseits ein Enkel von Brigadegeneral Edward Thomas Le Marchant, 4. Baronet. Nach dem Besuch des renommierten Eton College leistete er Militärdienst im Linieninfanterieregiment Sherwood Foresters (Nottinghamshire and Derbyshire Regiment) und wurde mit Wirkung zum 24. Januar 1950 zum Leutnant (Second Lieutenant) befördert. 1954 wurde er Mitglied der London Stock Exchange (LSE), der Londoner Börse, und war von 1961 bis zum 11. April 1986 der Börsenmakler L. Messel & Company.
Bei der Wahl am 31. März 1966 kandidierte Le Marchant für die Conservative Party im Wahlkreis Vauxhall für ein Mandat im Unterhaus, unterlag mit 7.645 Stimmen (33,4 Prozent) jedoch deutlich dem langjährigen Wahlkreisinhaber der Labour Party, George Strauss, auf den 15.233 Wählerstimmen (66,6 Prozent) entfielen. Bei der darauf folgenden Wahl am 18. Juni 1970 wurde er für die konservativen Tories im Wahlkreis High Peak erstmals zum Abgeordneten des Unterhauses (House of Commons) gewählt und konnte sich mit 19.558 Stimmen (43,7 Prozent) gegen den bisherigen Labour-Wahlkreisinhaber Peter Jackson durchsetzen, auf den 18.054 Stimmen (40,4 Prozent) entfielen. Er wurde bei den folgenden Unterhauswahlen jeweils mit absoluter Mehrheit wiedergewählt und vertrat den Wahlkreis zu seinem Verzicht auf eine erneute Kandidatur bei der Wahl am 9. Juni 1983. Nachdem er zwischen 1970 und 1974 im Kabinett Heath als Parlamentarischer Privatsekretär (Parliamentary Private Secretary) wirkte, fungierte er zwischen 1974 und 1979 als Parlamentarischer Geschäftsführer (Whip) der oppositionellen Tory-Fraktion im Unterhaus.
Nach dem Wahlsieg der Conservative Party bei der Unterhauswahl am 3. Mai 1979 übernahm Spencer Le Marchant im Kabinett Thatcher I am 7. Mai 1979 das Amt als Comptroller of the Royal Household und bekleidete dieses bis zum 30. September 1981, woraufhin Anthony Berry seine Nachfolge antrat. Am 28. Februar 1984 wurde er für seine Verdienste zum Knight Bachelor geschlagen und führte seither den Namenszusatz „Sir“.
Le Marchant war seit dem 5. Mai 1955 mit Lucinda Gaye Leveson-Gower verheiratet, Tochter von Brigadegeneral Hugh Nugent Leveson-Gower und dessen erster Ehefrau Avril Joy Mullens. Aus dieser Ehe gingen zwei Töchter hervor.